# Square Jan Palach (Lucemburk)
Square Jan Palach (česky náměstí Jana Palacha) je malé čtvercové náměstí v lucemburském hlavním městě Lucemburku, v centrální části Ville Haute. Přiléhá k většímu náměstí Place d´Armes, jednoho z hlavních prostranství ve městě. Roku 1969 bylo pojmenováno po českém studentovi Janu Palachovi, který se roku 1969 v Praze upálil na protest proti invazi vojsk Varšavské smlouvy do ČSSR.

## Historie

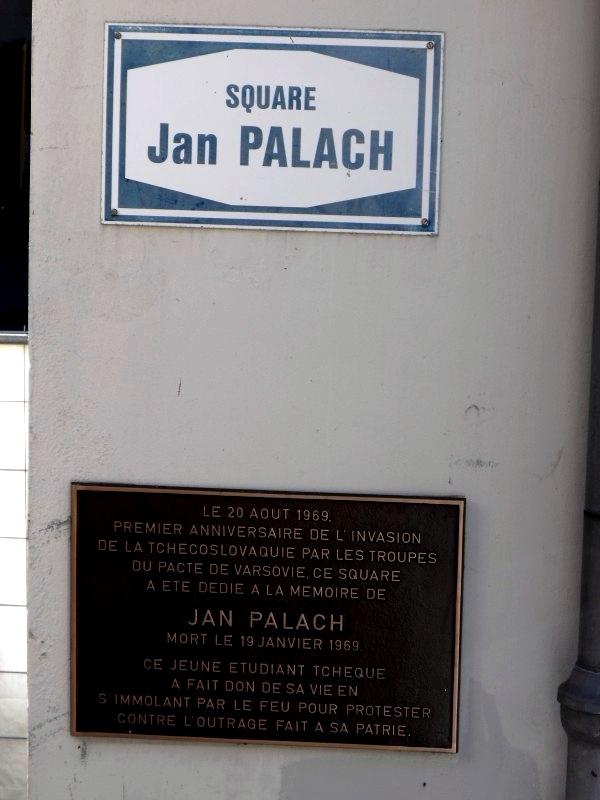
Pamětní deska Jana Palacha z roku 1969

Na náměsti byl v roce 1903 slavnostně odhalen tzv. Dicks-Lentz-Monument.
Po invazi vojsk Varšavské smlouvy do Československa v srpnu 1968 a poté protestním upálení Jana Palacha na Václavském náměstí v Praze 16. ledna 1969 byla 20. srpna 1969, na první výročí okupace, na prostranství umístěna pamětní deska Palachova činu. Deska zde byla instalována z iniciativy náměstka zdejšího primátora Ferdinanda Zürna, který v době druhé světové války jakožto redaktor lucemburské rozhlasové stanice RTL navštívil tehdejší Protektorát Čechy a Morava. Zde se během zaměstnání v Československém rozhlase následně zapojil do aktivit československého protinacistického odboje, za což byl německými orgány zadržen, uvězněn v pankrácké věznici a osvobozen až během Pražského povstání v květnu 1945. Lucemburk se tak stal jedním z prvních míst mimo Československo, kde byla Palachova oběť připomenuta.
Roku 2009 bylo pak náměstí oficiálně pojmenováno Square Jan Palach, tedy náměstí Jana Palacha. U příležitosti významných výročí českých dějin jsou na náměstí českými krajanskými spolky pořádány vzpomínkové akce ve spolupráci s českým velvyslanectvím v Lucemburku.
Náměstí prošlo roce 1985, společně s plochou přestavbou, druhá rekonstrukce pak proběhla v letech 2015 až 2016.

## Galerie

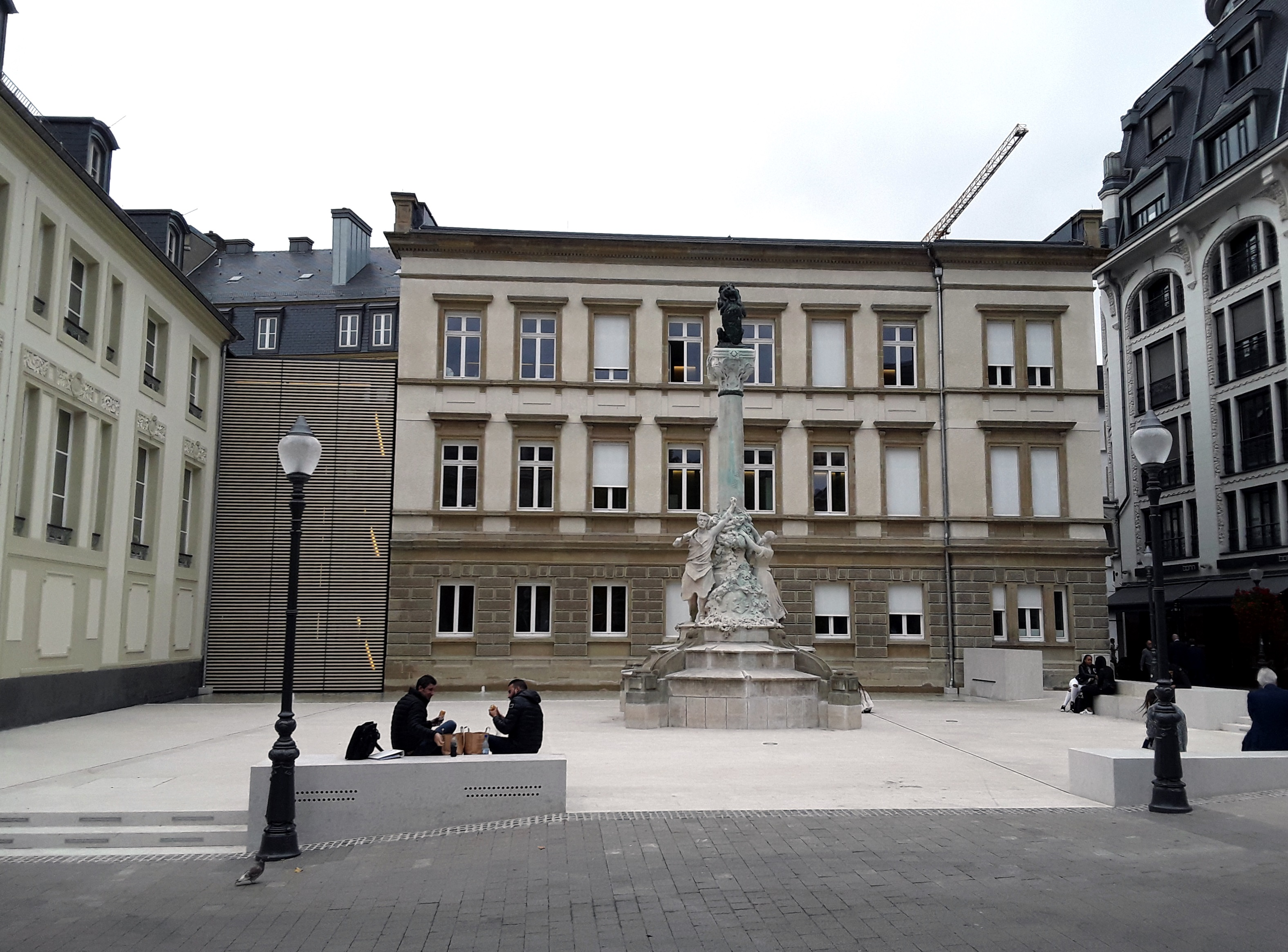
Prostranství po rekonstrukci v letech 2015/16
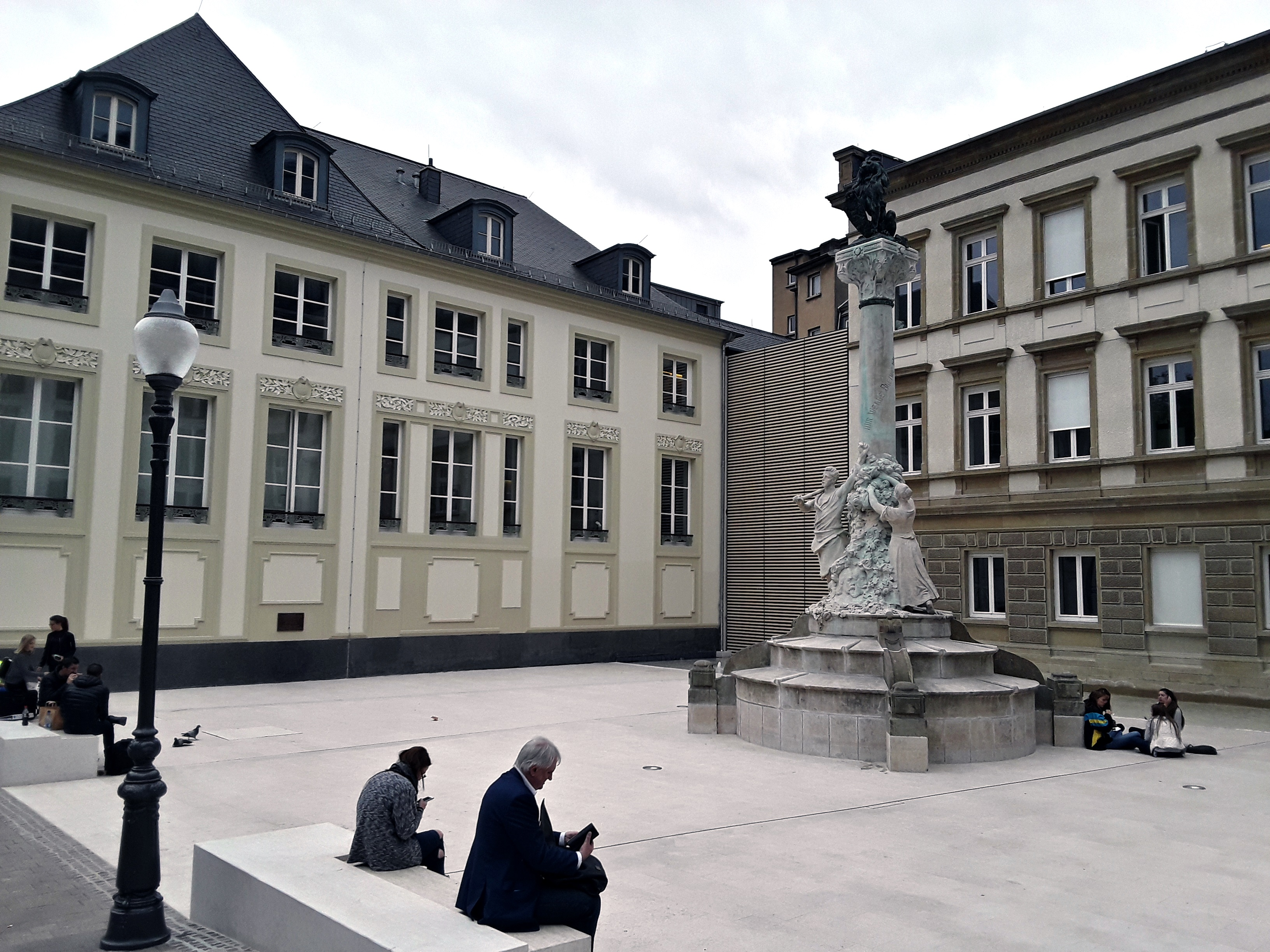
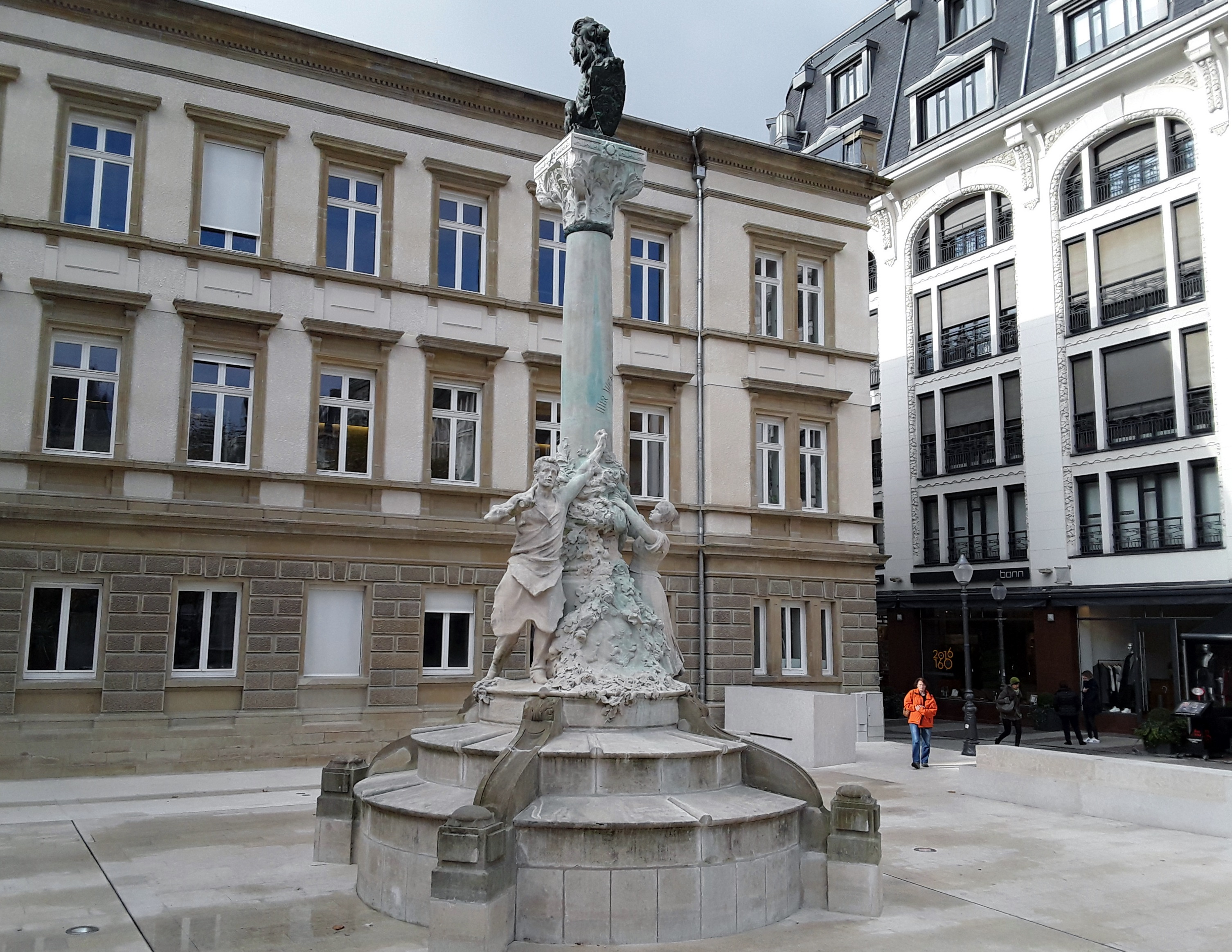
Dicks-Lentzův pomník
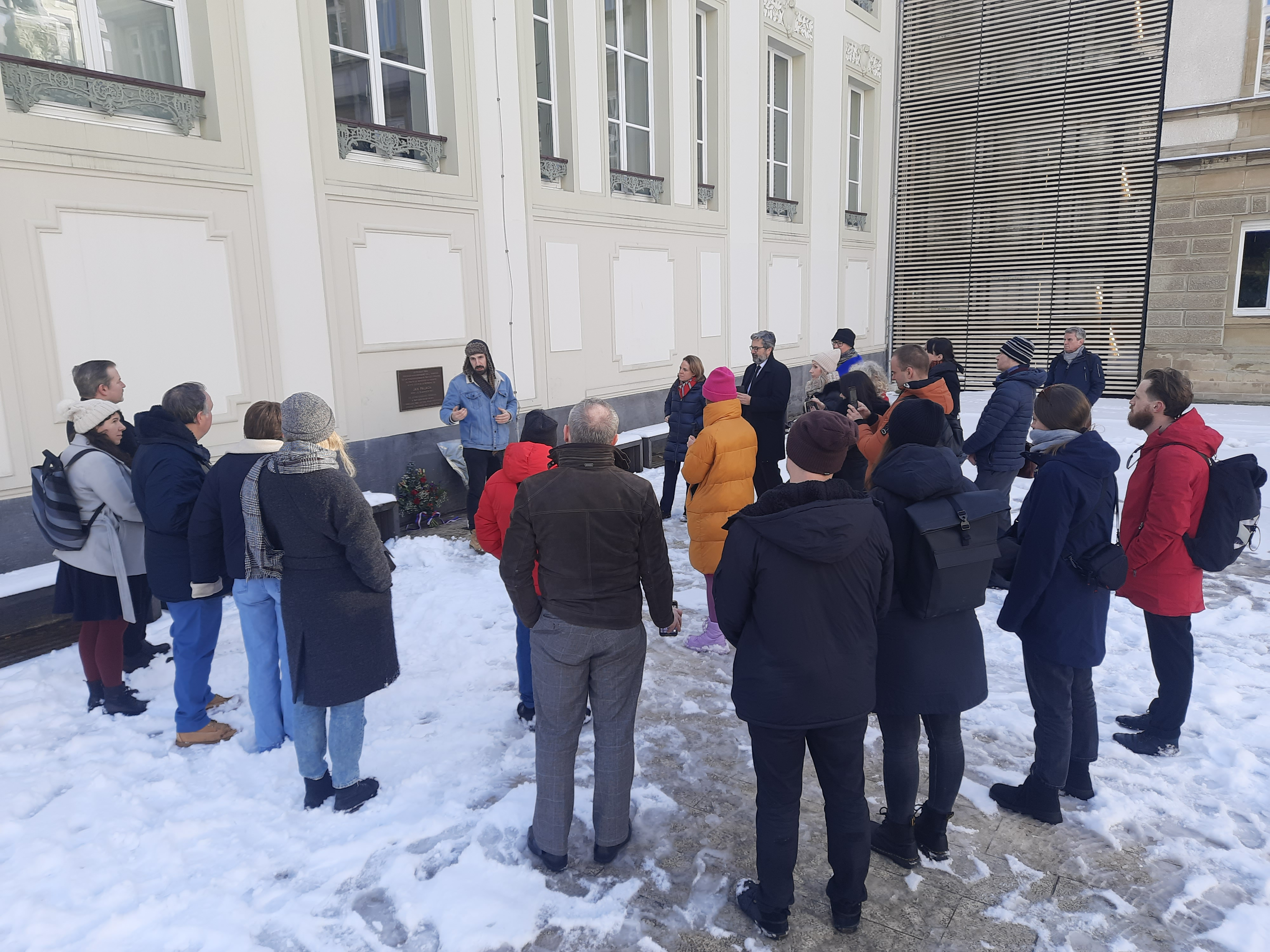
Vzpomínková akce za účasti velvyslance ČR v Lucembursku Vladimíra Bärtla, členů zdejší české a slovenské krajanské komunity a českých slam poetry performerů, 18. ledna 2024